# Grenay (Pas de Calais)
Grenay és un municipi francès situat al departament del Pas de Calais i a la regió dels Alts de França. L'any 2007 tenia 6.548 habitants.

## Demografia

### Població
El 2007 la població de fet de Grenay era de 6.548 persones. Hi havia 2.448 famílies de les quals 714 eren unipersonals (186 homes vivint sols i 528 dones vivint soles), 579 parelles sense fills, 875 parelles amb fills i 280 famílies monoparentals amb fills.
La població ha evolucionat segons el següent gràfic:
Habitants censats

### Habitatges
El 2007 hi havia 2.586 habitatges, 2.509 eren l'habitatge principal de la família, 6 eren segones residències i 71 estaven desocupats. 2.423 eren cases i 154 eren apartaments. Dels 2.509 habitatges principals, 514 estaven ocupats pels seus propietaris, 1.629 estaven llogats i ocupats pels llogaters i 366 estaven cedits a títol gratuït; 5 tenien una cambra, 114 en tenien dues, 226 en tenien tres, 1.360 en tenien quatre i 804 en tenien cinc o més. 1.851 habitatges disposaven pel capbaix d'una plaça de pàrquing. A 1.210 habitatges hi havia un automòbil i a 532 n'hi havia dos o més.

### Piràmide de població
La piràmide de població per edats i sexe el 2009 era:
| Homes | Edats   | Dones |
| ----- | ------- | ----- |
| 0     | 95 o +  | 13    |
| 0     | 90 a 94 | 13    |
| 9     | 85 a 89 | 32    |
| 19    | 80 a 84 | 54    |
| 65    | 75 a 79 | 164   |
| 127   | 70 a 74 | 200   |
| 138   | 65 a 69 | 184   |
| 96    | 60 a 64 | 159   |
| 96    | 55 a 59 | 91    |
| 152   | 50 a 54 | 151   |
| 196   | 45 a 49 | 182   |
| 261   | 40 a 44 | 244   |
| 256   | 35 a 39 | 234   |
| 221   | 30 a 34 | 191   |
| 209   | 25 a 29 | 238   |
| 210   | 20 a 24 | 240   |
| 275   | 15 a 19 | 242   |
| 291   | 10 a 14 | 279   |
| 277   | 5 a 9   | 206   |
| 184   | 0 a 4   | 175   |

## Economia
El 2007 la població en edat de treballar era de 4.006 persones, 2.426 eren actives i 1.580 eren inactives. De les 2.426 persones actives 1.843 estaven ocupades (1.149 homes i 694 dones) i 583 estaven aturades (307 homes i 276 dones). De les 1.580 persones inactives 271 estaven jubilades, 431 estaven estudiant i 878 estaven classificades com a «altres inactius».

### Ingressos
El 2009 a Grenay hi havia 2.551 unitats fiscals que integraven 6.718,5 persones, la mediana anual d'ingressos fiscals per persona era de 11.357 €.

### Activitats econòmiques
Dels 121 establiments que hi havia el 2007, 1 era d'una empresa extractiva, 9 d'empreses alimentàries, 2 d'empreses de fabricació de material elèctric, 5 d'empreses de fabricació d'altres productes industrials, 8 d'empreses de construcció, 37 d'empreses de comerç i reparació d'automòbils, 3 d'empreses de transport, 4 d'empreses d'hostatgeria i restauració, 1 d'una empresa d'informació i comunicació, 2 d'empreses financeres, 4 d'empreses immobiliàries, 9 d'empreses de serveis, 21 d'entitats de l'administració pública i 15 d'empreses classificades com a «altres activitats de serveis».
Dels 24 establiments de servei als particulars que hi havia el 2009, 1 era una oficina de correu, 2 funeràries, 2 tallers de reparació d'automòbils i de material agrícola, 2 autoescoles, 1 paleta, 1 lampisteria, 2 electricistes, 2 empreses de construcció, 9 perruqueries, 1 agència immobiliària i 1 saló de bellesa.
Dels 19 establiments comercials que hi havia el 2009, 2 eren supermercats, 3 botiges de menys de 120 m², 5 fleques, 3 carnisseries, 1 una peixateria, 1 una llibreria, 1 una botiga de roba i 3 floristeries.
L'any 2000 a Grenay hi havia 3 explotacions agrícoles.

## Equipaments sanitaris i escolars
El 2009 hi havia 3 centres de salut, 2 farmàcies i 1 ambulància.
El 2009 hi havia 3 escoles maternals i 3 escoles elementals. Grenay disposava d'un col·legi d'educació secundària amb 405 alumnes.

## Poblacions més properes
El següent diagrama mostra les poblacions més properes.